# NGC 2855
NGC 2855 is een spiraalvormig sterrenstelsel in het sterrenbeeld Waterslang. Het hemelobject werd op 19 maart 1786 ontdekt door de Duits-Britse astronoom William Herschel.

## Synoniemen
- MCG -2-24-15
- UGCA 161
- IRAS 09190-1141
- PGC 26483